# Ophiacodontidae
Los ofiacodóntidos (Ophiacodontidae) son una familia de sinápsidos pelicosaurios que aparecieron en el Carbonífero Tardío. Dos géneros, Archaeothyris y Clepsydrops, estaban entre los primeros ofiacodóntidos. Algunos eran semiacúaticos, unos pocos eran totalmente acuáticos y los demás eran por completo terrestres, como Archaeothyris. Su forma era similar a la de los lagartos. Tenían cráneos extraños y alargados, adicionalmente poseían las articulaciones de los hombros bastante grandes, probablemente para servir de asidero a los músculos que soportaban el peso de sus enormes cráneos. Esta familia es la más primitiva entre los sinápsidos y pudo haber sido el ancestro de todos los pelicosaurios, que incluye a los terápsidos y sus descendientes, los mamíferos. Para el Pérmico Medio, los ofiacodóntidos se hicieron escasos y eventualmente fueron reemplazados por los anomodontos, los reptiles diapsidos, y los teriodontos evolucionados, y a finales del Pérmico Medio se extinguieron en su totalidad.